# Джейд Едмістоун
Джейд Едмістоун (англ. Jade Edmistone, 6 лютого 1982) — австралійська плавчиня.
Чемпіонка світу з водних видів спорту 2005 року.
Чемпіонка світу з плавання на короткій воді 2004, 2006 років, призерка 2008 року.
Призерка Ігор Співдружності 2006 року.
Призерка літньої Універсіади 2003 року.